# ماورو بوي
ماورو بوي (بالإسبانية: Mauro Poy)‏ هو لاعب كرة قدم أرجنتيني في مركز الهجوم، ولد في 2 يوليو 1981 في روساريو في الأرجنتين. لعب مع أريس تسالونيكي وروزاريو سنترال وغودوي كروز وليفادياكوس ونادي بانيتوليكوس ونادي زانثي.

## وصلات خارجية
- ماورو بوي على موقع قاعدة بيانات كرة القدم.إي يو (الإنجليزية)
- ماورو بوي على موقع Soccerway.com (الإنجليزية)